# Правовой режим конопли во Франции
Каннабис во Франции запрещён для личного употребления, но остается одним из самых популярных запрещенных наркотиков. Ограниченные виды продуктов, полученных из каннабиса, разрешены для медицинского применения.

## История

### Французский Египет
Во время вторжения Наполеона Бонапарта в Египет в 1798 году алкоголь был недоступен, поскольку Египет был исламской страной. Вместо алкоголя войска Бонапарта попробовали гашиш, который им очень понравился. В результате заметного потребления гашиша войсками курение гашиша и потребление напитков, содержащих его, было запрещено в октябре 1800 года, хотя войска в основном игнорировали приказ. Впоследствии напитки, содержащие гашиш, были запрещены в египетских кафе; кафе, которые их продавали, были закрыты и "заколочены", а их владельцы были заключены в тюрьму. За это время гашиш, импортированный из других стран, был уничтожен путем сжигания. По окончании оккупации в 1801 году французские войска привезли с собой во Францию запасы гашиша.

### Метрополия Франции
В середине 1800-х годов, после путешествий и учебы в Азии, французский психиатр Жак-Жозеф Моро интенсивно изучал гашиш и выпустил в 1845 году работу "Du Hachisch et de l'aliénation mentale" (Гашиш и психические заболевания).
В 1800-х годах гашиш был широко распространен в некоторых европейских литературных кругах. Наиболее известен Клуб гашишистов, бывший парижским клубом, посвященным потреблению гашиша и других наркотиков; в его состав входили авторы Теофиль Готье, Moreau de Tours, Виктор Гюго, Александр Дюма, Шарль Бодлер и Оноре де Бальзак. Бодлер написал в 1860 году книгу "Искусственные сады" о состоянии пребывания под воздействием опиума и гашиша.

## Законность

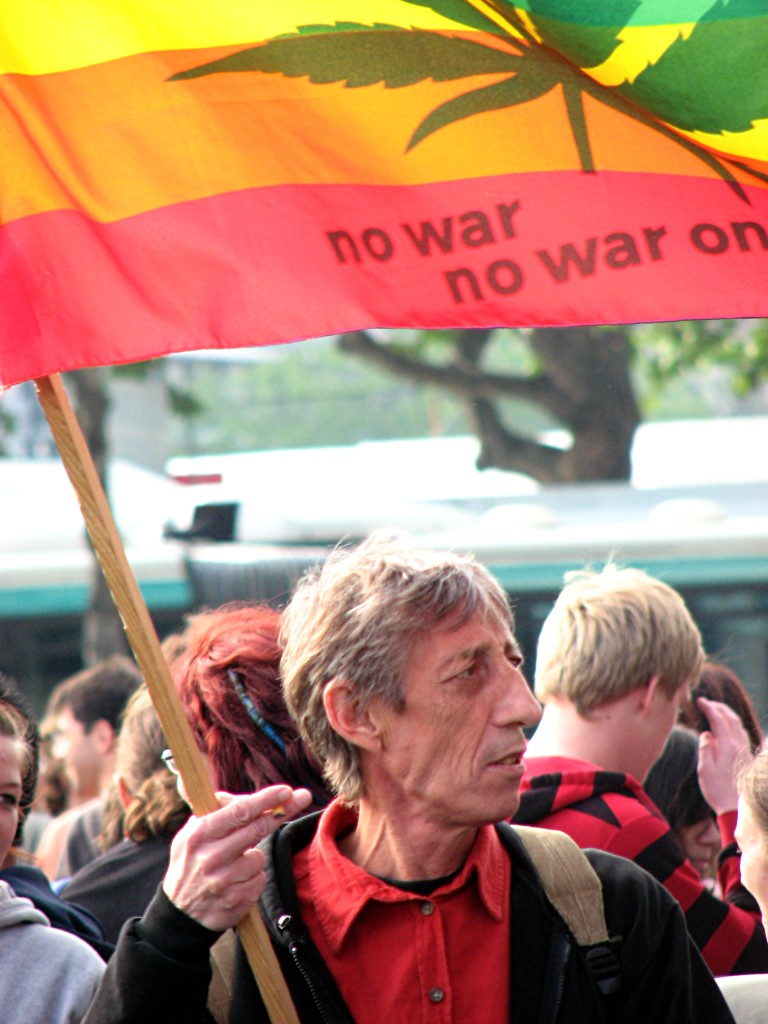
Французский активист по легализации каннабиса Жан-Пьер Галланд в 2007 году

Во Франции хранение и употребление каннабиса подпадает под действие уголовного законодательства и Закона от 31 декабря 1970 года, касающегося медицинских мер против злоупотребления наркотиками и пресечения незаконного оборота наркотиков.

### Медицинский каннабис
Франция подписала Женевскую конвенцию о наркотиках и, соответственно, запретила каннабис в качестве медицинского средства в 1953 году. С тех пор импорт, продажа, транспортировка и производство каннабиса и каннабиноидов незаконны во Франции. В 1999 году Agence Française de Sécurité Sanitaire des Products de Santé (Национальное агентство по охране здоровья и продуктов питания Санте) выдало разрешения на временное использование продуктов медицинского назначения, которые в противном случае не были бы разрешены на французском рынке. В 1991 году суд отклонил требования неправительственной организации "Mouvement pour la Légalization Contrôlée" относительно импорта каннабиса для снабжения 10 пациентов, страдающих неизлечимой болезнью, утверждая, что это несовместимо с присоединением Франции к ООН 1961 года Единой конвенции о наркотических средствах и неспособностью ДОК обеспечить научный контроль и применение медицинского каннабиса.
По состоянию на 8 июня 2013 года производные каннабиса могут использоваться во Франции для производства лекарственных средств. Препараты можно приобрести только по рецепту и будут назначаться только в том случае, если все другие лекарства не смогли эффективно облегчить страдания. Измененное законодательство декриминализирует "производство, транспортировку, экспорт, хранение, предложение, приобретение или использование специальных фармацевтических препаратов, содержащих одно из этих веществ (производных каннабиса)", в то время как все продукты из каннабиса должны быть одобрены Национальным агентством медицинской безопасности (Agence nationale de sécurité du médicament – ANSM). Представитель Профсоюза фармацевтов объяснил средствам массовой информации, что это изменение упростит проведение исследований каннабиноидов.
В сентябре 2018 года французское национальное агентство по безопасности лекарственных средств (ANSM) начало эксперименты с терапевтическим каннабисом. Они создали научный комитет для оценки новой государственной политики и сети распространения лекарств от конкретных заболеваний. В этом эксперименте примут участие 3000 пациентов и будут предоставлены сухие цветы и масла для людей, страдающих эпилепсией, нейропатической болью или для лечения побочных эффектов химиотерапии. Первое испытание должно начаться в сентябре 2020 года и продлится в течение двух лет.
Из-за пандемии коронавируса ANSM сообщило, что эксперимент будет отложен до января 2021 года.

### Реформа
25 мая 2017 года министр внутренних дел заявил о своем намерении провести реформы, обещанные президентом Эммануэлем Макроном во время его предвыборной кампании, по замене наказания за хранение каннабиса на административное вместо ареста и судебного разбирательства за употребление и хранение каннабиса. 23 ноября 2018 года наказание за хранение каннабиса (и других запрещенных наркотиков) было снижено до штрафа в размере 200 евро, после голосования 28-14 National Assembly.
1 сентября 2020 года французское правительство ввело штраф в размере 200 евро за употребление каннабиса вместо заключения под стражу. Эта мера также будет применяться в отношении употребляющих кокаин. Макрон исключил легализацию каннабиса, пока он находится на своем посту. Против легализации также выступают министр здравоохранения нынешнего правительства Аньес Бузин и министр внутренних дел Жеральд Дарманен.
Среди тех, кто поддерживает легализацию каннабиса во Франции, Жюльен Байю, Бенуа Хамон, Янник Жадо, Жан-Люк Меланшон, Пьер Персон и Орельен Тахе. В 2019 году французский аналитический центр "Экономический совет" опубликовал доклад, в котором рекомендовал легализовать каннабис для рекреационного использования во Франции.

## Потребление

Тенденции употребления каннабиса в возрасте 15-44 лет в период с 1990 по 2000 год

В 2012 году 13,4 миллиона французов в возрасте от 15 до 64 лет пробовали марихуану, а 1,2 миллиона человек в метрополии Франции считали себя постоянными потребителями. Франция занимает четвертое место в Европейском Союзе по объему ежемесячного потребления (после Чешской Республики, Испании и Италии) и уступает только Дании по количеству лиц, которые когда-либо употребляли каннабис.
В 2015 году Европейский центр мониторинга наркотиков и наркомании опубликовал новый отчет о наркотиках, в котором говорится, что французы по-прежнему являются крупнейшими потребителями каннабиса, особенно в возрасте 15-34 лет. В отчете также подтверждается, что качество продукции повышается благодаря конкуренции и техническим инновациям.

## Мнение
Опрос, проведенный CSA в ноябре 2013 года, показал, что 55% французов выступили против декриминализации каннабиса, в то время как 44% заявили, что запрет на каннабис является ограничением индивидуальной свободы.
В июне 2018 года опрос IFOP для Terra Nova и Echo Citoyen показал, что 51% высказались за регулируемый рынок каннабиса, а 40% были против.
В конце 2018 года опрос, проведенный Французской обсерваторией наркотиков и наркомании, правительственным органом, показал, что "почти каждый второй" высказался за легализацию, 54% высказались против, в то время как более 9 из 10 высказались за легализацию медицинского каннабиса.